# Dixième circonscription de Paris de 1958 à 1986
Pour les articles homonymes, voir Dixième circonscription de Paris de 1988 à 2012 et Dixième circonscription de Paris depuis 2012.
De 1958 à 1986, la dixième circonscription législative de Paris recouvrait deux quartiers du 11e arrondissement de la capitale, les quartiers Roquette et Sainte-Marguerite. Cette délimitation s'est appliquée aux sept premières législatures de la Cinquième République française. De 1958 à 1967, elle se confond avec la 10e circonscription de la Seine.

## Députés élus
| Législature | Début de mandat | Fin de mandat  | Député élu         |  | Parti politique | Observations                                                       |
| ----------- | --------------- | -------------- | ------------------ |  | --------------- | ------------------------------------------------------------------ |
| Ire         | 9 décembre 1958 | 9 octobre 1962 | Jacques Malleville |  | UNR             | mandat écourté à la suite d'une dissolution du général de Gaulle   |
| IIe         | 6 décembre 1962 | 2 avril 1967   | Jacques Malleville |  | UNR-UDT         |                                                                    |
| IIIe        | 3 avril 1967    | 30 mai 1968    | Jacques Chambaz    |  | PCF             | mandat écourté à la suite d'une dissolution du général de Gaulle   |
| IVe         | 11 juillet 1968 | 1er avril 1973 | Claude Martin      |  | UDR             |                                                                    |
| Ve          | 2 avril 1973    | 2 avril 1978   | Jacques Chambaz    |  | PCF             |                                                                    |
| VIe         | 3 avril 1978    | 22 mai 1981    | Claude Martin      |  | RPR             | mandat écourté à la suite d'une dissolution de François Mitterrand |
| VIIe        | 2 juillet 1981  | 1er avril 1986 | Ghislaine Toutain  |  | PS              |                                                                    |

En 1985, le président de la République François Mitterrand changea le mode de scrutin des députés en établissant le scrutin proportionnel par département. Le nombre de députés du département de Paris fut ramené de 31 à 21 et les circonscriptions furent supprimées au profit du département.

## Évolution de la circonscription
En 1986, cette circonscription a été fusionnée avec une partie de l'ancienne douzième circonscription pour former la nouvelle « septième circonscription ».

### Élections de 1958
| Candidat                    | Candidat               | Parti                     | Premier tour | Premier tour | Second tour | Second tour |  |
| Candidat                    | Candidat               | Parti                     | Voix         | %            | Voix        | %           |  |
| --------------------------- | ---------------------- | ------------------------- | ------------ | ------------ | ----------- | ----------- |  |
|                             | Florimond Bonte        | PCF                       | 15 405       | 29,32        | 18 163      | 35,46       |  |
|                             | Jacques Malleville élu | UNR                       | 9 696        | 18,45        | 31 898      | 62,28       |  |
|                             | François Peretti       | CNIP                      | 9 040        | 17,2         | Retrait     | Retrait     |  |
|                             | Francis Delmas         | Radsoc                    | 4 853        | 9,24         | 1 153       | 2,25        |  |
|                             | René Krihiff           | SFIO                      | 4 235        | 8,06         | Retrait     | Retrait     |  |
|                             | Francine Lefebvre      | MRP                       | 3 947        | 7,51         | Retrait     | Retrait     |  |
|                             | Louis Gautier-Chaumet  | RGR                       | 2 109        | 4,01         |             |             |  |
|                             | Georges Ferrière       | Divers                    | 1 845        | 3,51         |             |             |  |
|                             | Lucien Zimmermann      | UFF                       | 778          | 1,48         |             |             |  |
|                             | Louis Cambon           | Divers droite (Gaulliste) | 637          | 1,21         |             |             |  |
|                             |                        |                           |              |              |             |             |  |
| Inscrits                    | Inscrits               | Inscrits                  | 69 633       | 100,00       | 69 615      | 100,00      |  |
| Abstentions                 | Abstentions            | Abstentions               | 15 624       | 22,44        | 17 055      | 24,5        |  |
| Votants                     | Votants                | Votants                   | 54 009       | 77,56        | 52 560      | 75,5        |  |
| Blancs et nuls              | Blancs et nuls         | Blancs et nuls            | 1 464        | 2,71         | 1 346       | 2,56        |  |
| Exprimés                    | Exprimés               | Exprimés                  | 52 545       | 97,29        | 51 214      | 97,44       |  |
| Source : Gallica et CEVIPOF |                        |                           |              |              |             |             |  |

Le suppléant de Jacques Malleville était René Ciblat.

### Élections de 1962
| Candidat                    | Candidat                         | Parti          | Premier tour | Premier tour | Second tour | Second tour |  |
| Candidat                    | Candidat                         | Parti          | Voix         | %            | Voix        | %           |  |
| --------------------------- | -------------------------------- | -------------- | ------------ | ------------ | ----------- | ----------- |  |
|                             | Jacques Malleville sortant réélu | UNR-UDT        | 15 987       | 38,34        | 21 689      | 52,61       |  |
|                             | Florimond Bonte                  | PCF            | 13 980       | 33,53        | 19 539      | 47,39       |  |
|                             | Paul Pernin                      | CNIP           | 4 285        | 10,28        | Retrait     | Retrait     |  |
|                             | Yves Jouffa                      | PSU            | 2 668        | 6,4          | Retrait     | Retrait     |  |
|                             | Jean Léonetti                    | SFIO           | 2 157        | 5,17         | Retrait     | Retrait     |  |
|                             | François Delmas                  | Radsoc         | 2 052        | 4,92         |             |             |  |
|                             | Jacques Barbier                  | UFF            | 570          | 1,37         |             |             |  |
|                             |                                  |                |              |              |             |             |  |
| Inscrits                    | Inscrits                         | Inscrits       | 62 622       | 100,00       | 62 603      | 100,00      |  |
| Abstentions                 | Abstentions                      | Abstentions    | 20 108       | 32,11        | 19 277      | 30,79       |  |
| Votants                     | Votants                          | Votants        | 42 514       | 67,89        | 43 326      | 69,21       |  |
| Blancs et nuls              | Blancs et nuls                   | Blancs et nuls | 815          | 1,92         | 2 098       | 4,84        |  |
| Exprimés                    | Exprimés                         | Exprimés       | 41 699       | 98,08        | 41 228      | 95,16       |  |
| Source : Gallica et CEVIPOF |                                  |                |              |              |             |             |  |

Le suppléant de Jacques Malleville était Michel Cauchard, chef d'entreprises.

### Élections législatives de 1967
| Candidat                    | Candidat                   | Parti          | Premier tour | Premier tour | Second tour | Second tour |  |
| Candidat                    | Candidat                   | Parti          | Voix         | %            | Voix        | %           |  |
| --------------------------- | -------------------------- | -------------- | ------------ | ------------ | ----------- | ----------- |  |
|                             | Jacques Malleville sortant | UD-Ve          | 17 694       | 38,93        | 20 979      | 48,68       |  |
|                             | Jacques Chambaz élu        | PCF            | 14 399       | 31,68        | 22 116      | 51,32       |  |
|                             | Georges Leygnac            | FGDS (CIR)     | 5 180        | 11,40        |             |             |  |
|                             | Philippe Mabille           | CD (PDM)       | 5 147        | 11,33        |             |             |  |
|                             | Yves Jouffa                | PSU            | 3 026        | 6,66         |             |             |  |
|                             |                            |                |              |              |             |             |  |
| Inscrits                    | Inscrits                   | Inscrits       | 57 269       | 100,00       | 57 258      | 100,00      |  |
| Abstentions                 | Abstentions                | Abstentions    | 10 902       | 19,04        | 12 546      | 21,91       |  |
| Votants                     | Votants                    | Votants        | 46 367       | 80,96        | 44 712      | 78,09       |  |
| Blancs et nuls              | Blancs et nuls             | Blancs et nuls | 921          | 1,99         | 1 617       | 3,62        |  |
| Exprimés                    | Exprimés                   | Exprimés       | 45 446       | 98,01        | 43 095      | 96,38       |  |
| Source : Gallica et CEVIPOF |                            |                |              |              |             |             |  |

Maurice Berlemont, conseiller municipal de Paris, ancien résistant, était suppléant de Jacques Chambaz.

### Élections de 1968
| Candidat                    | Candidat                | Parti                     | Premier tour | Premier tour | Second tour | Second tour |  |
| Candidat                    | Candidat                | Parti                     | Voix         | %            | Voix        | %           |  |
| --------------------------- | ----------------------- | ------------------------- | ------------ | ------------ | ----------- | ----------- |  |
|                             | Claude Martin élu       | UDR (URP)                 | 11 637       | 27,94        | 20 918      | 54,19       |  |
|                             | Jacques Chambaz sortant | PCF                       | 11 591       | 27,83        | 17 681      | 45,81       |  |
|                             | Paul Pernin             | CD (PDM)                  | 5 319        | 12,77        |             |             |  |
|                             | Bernard Jarrier         | RI                        | 4 001        | 9,61         |             |             |  |
|                             | Georges Leygnac         | FGDS (CIR)                | 3 197        | 7,67         |             |             |  |
|                             | Marguerite Gillet       | PSU                       | 2 745        | 6,59         |             |             |  |
|                             | Claude Bouteleux        | Divers droite (Gaulliste) | 2 710        | 6,51         |             |             |  |
|                             | Jean Chevalier          | TD                        | 455          | 1,09         |             |             |  |
|                             |                         |                           |              |              |             |             |  |
| Inscrits                    | Inscrits                | Inscrits                  | 54 201       | 100,00       | 54 180      | 100,00      |  |
| Abstentions                 | Abstentions             | Abstentions               | 12 094       | 22,31        | 14 110      | 26,04       |  |
| Votants                     | Votants                 | Votants                   | 42 107       | 77,69        | 40 070      | 73,96       |  |
| Blancs et nuls              | Blancs et nuls          | Blancs et nuls            | 452          | 1,07         | 1 471       | 3,67        |  |
| Exprimés                    | Exprimés                | Exprimés                  | 41 655       | 98,93        | 38 599      | 96,33       |  |
| Source : Gallica et CEVIPOF |                         |                           |              |              |             |             |  |

Bernard Le Calloc'h, chef de service de documentation, était le suppléant de Claude Martin.

### Élections de 1973
| Candidat                         | Candidat              | Parti          | Premier tour | Premier tour | Second tour | Second tour |  |
| Candidat                         | Candidat              | Parti          | Voix         | %            | Voix        | %           |  |
| -------------------------------- | --------------------- | -------------- | ------------ | ------------ | ----------- | ----------- |  |
|                                  | Claude Martin sortant | UDR (URP)      | 12 439       | 31,66        | 16 794      | 42,89       |  |
|                                  | Jacques Chambaz élu   | PCF            | 10 517       | 26,77        | 17 821      | 45,52       |  |
|                                  | Jacques Meyer         | PS (UGSD)      | 6 239        | 15,88        | Retrait     | Retrait     |  |
|                                  | Pierre Bion           | Rad (MR)       | 5 970        | 15,19        | 4 533       | 11,58       |  |
|                                  | Jean Courault         | PSU            | 1 624        | 4,13         |             |             |  |
|                                  | Gérard Chavagnac      | FN             | 906          | 2,31         |             |             |  |
|                                  | Jocelyn Bibrac        | LO             | 791          | 2,01         |             |             |  |
|                                  | Georges Lhemann       | Gaulliste (UT) | 520          | 1,32         |             |             |  |
|                                  | Bernard Vidal         | Gaulliste (FP) | 287          | 0,73         |             |             |  |
|                                  |                       |                |              |              |             |             |  |
| Inscrits                         | Inscrits              | Inscrits       | 50 006       | 100,00       | 49 989      | 100,00      |  |
| Abstentions                      | Abstentions           | Abstentions    | 9 879        | 19,76        | 9 804       | 19,61       |  |
| Votants                          | Votants               | Votants        | 40 127       | 80,24        | 40 185      | 80,39       |  |
| Blancs et nuls                   | Blancs et nuls        | Blancs et nuls | 834          | 2,08         | 1 037       | 2,58        |  |
| Exprimés                         | Exprimés              | Exprimés       | 39 293       | 97,92        | 39 148      | 97,42       |  |
| Source : Data.gouv.fr et CEVIPOF |                       |                |              |              |             |             |  |

Maurice Berlemont, employé de banque, était le suppléant de Jacques Chambaz.

### Élections de 1978
| Candidat                    | Candidat                | Parti               | Premier tour | Premier tour | Second tour | Second tour |  |
| Candidat                    | Candidat                | Parti               | Voix         | %            | Voix        | %           |  |
| --------------------------- | ----------------------- | ------------------- | ------------ | ------------ | ----------- | ----------- |  |
|                             | Claude Martin élu       | RPR                 | 13 013       | 33,15        | 21 014      | 53,22       |  |
|                             | Jacques Chambaz sortant | PCF                 | 8 884        | 22,63        | 18 468      | 46,78       |  |
|                             | Guy Gennesseaux         | MRG                 | 8 294        | 21,13        | Retrait     | Retrait     |  |
|                             | Gérard Vée              | UDF (MDSF)          | 3 016        | 7,68         |             |             |  |
|                             | Maurice Pomponne        | Divers écologiste   | 1 466        | 3,73         |             |             |  |
|                             | Jean Courault           | PSU (FA)            | 1 086        | 2,77         |             |             |  |
|                             | Charles Venturini       | Divers droite (DC)  | 1 035        | 2,64         |             |             |  |
|                             | Janine Berte            | Divers              | 530          | 1,35         |             |             |  |
|                             | Christian Norkiewicz    | LO                  | 455          | 1,16         |             |             |  |
|                             | Michelle Aubujeau       | FN                  | 394          | 1            |             |             |  |
|                             | René Rochard            | Divers droite (RUC) | 386          | 0,98         |             |             |  |
|                             | Roland Collet           | PFN                 | 376          | 0,96         |             |             |  |
|                             | S. Blondel              | Divers droite       | 240          | 0,61         |             |             |  |
|                             | Patrick Pichot          | UOPDP               | 82           | 0,21         |             |             |  |
|                             |                         |                     |              |              |             |             |  |
| Inscrits                    | Inscrits                | Inscrits            | 49 229       | 100,00       | 49 229      | 100,00      |  |
| Abstentions                 | Abstentions             | Abstentions         | 9 461        | 19,22        | 8 392       | 17,05       |  |
| Votants                     | Votants                 | Votants             | 39 768       | 80,78        | 40 837      | 82,95       |  |
| Blancs et nuls              | Blancs et nuls          | Blancs et nuls      | 511          | 1,28         | 1 355       | 3,32        |  |
| Exprimés                    | Exprimés                | Exprimés            | 39 257       | 98,72        | 39 482      | 96,68       |  |
| Source : Gallica et CEVIPOF |                         |                     |              |              |             |             |  |

Le suppléant de Claude Martin était Jacques Bonnafoux, fonctionnaire, membre du Comité cental du RPR.

### Élections législatives de 1981
| Candidat                                                 | Candidat              | Parti                | Premier tour | Premier tour | Second tour | Second tour |  |
| Candidat                                                 | Candidat              | Parti                | Voix         | %            | Voix        | %           |  |
| -------------------------------------------------------- | --------------------- | -------------------- | ------------ | ------------ | ----------- | ----------- |  |
|                                                          | Claude Martin sortant | RPR (UNM)            | 13 532       | 43,07        | 15 827      | 47,39       |  |
|                                                          | Ghislaine Toutain élu | PS                   | 11 643       | 37,06        | 17 573      | 52,61       |  |
|                                                          | Jacques Chambaz       | PCF                  | 4 186        | 13,32        |             |             |  |
|                                                          | Joël Broquet          | MÉP                  | 554          | 1,76         |             |             |  |
|                                                          | Jean-Paul Le Fèvre    | PSU                  | 439          | 1,40         |             |             |  |
|                                                          | Michel-Yves Glévarec  | Divers écologiste    | 279          | 0,89         |             |             |  |
|                                                          | Jean-Marc Petiot      | Extrême droite (PFN) | 278          | 0,88         |             |             |  |
|                                                          | Annie Souchon         | Extrême gauche (LO)  | 257          | 0,82         |             |             |  |
|                                                          | Danielle Marty        | Divers droite (MDD)  | 234          | 0,74         |             |             |  |
|                                                          | Jean-Hugues Silberman | Extrême gauche (CCA) | 15           | 0,05         |             |             |  |
|                                                          | Renée Bossebœuf       | Divers               | 0            | 0,00         |             |             |  |
|                                                          |                       |                      |              |              |             |             |  |
| Inscrits                                                 | Inscrits              | Inscrits             | 46 523       | 100,00       | 46 523      | 100,00      |  |
| Abstentions                                              | Abstentions           | Abstentions          | 14 810       | 31,83        | 12 669      | 27,23       |  |
| Votants                                                  | Votants               | Votants              | 31 713       | 68,17        | 33 854      | 72,77       |  |
| Blancs et nuls                                           | Blancs et nuls        | Blancs et nuls       | 296          | 0,93         | 454         | 1,34        |  |
| Exprimés                                                 | Exprimés              | Exprimés             | 31 417       | 99,07        | 33 400      | 98,66       |  |
| Source : Data.gouv.fr et Sud-Ouest du 17 juin 1981, p. 3 |                       |                      |              |              |             |             |  |

Le suppléant de Ghislaine Toutain était Jean-Claude Prigent, cadre administratif.